# Zanesville (Ohio)
Zanesville város az USA Ohio államában, Muskingum megyében, melynek megyeszékhelye is. Lakosainak száma 24 765 fő (2020. április 1.).

## Népesség
A település népességének változása:
| Lakosok száma | 474  | 25 586 | 25 487 | 24 765 |
|               | 1800 | 2000   | 2010   | 2020   |